# Знаменка (Таловский район)
Знаменка — село в Таловском районе Воронежской области, входит в Абрамовское сельское поселение.
Входило в состав Абрамовского 2-го сельского поселения до его упразднения законом Воронежской области от 30 ноября 2015 года № 163-ОЗ.

## Физико-географическая характеристика
Село расположено в северо-восточной части Таловского района Воронежской области, на берегу реки Елань. Расстояние до областного центра составляет 170 км. С областным центром село связано автодорогой с твёрдым покрытием.
Часовой пояс
Село Знаменка, как и вся Воронежская область, находится в часовой зоне МСК (московское время). Смещение применяемого времени относительно UTC составляет +3:00.
Уличная сеть
В Знаменке одна улица — Солнечная, на которой разместились 36 жилых домов. Социальная инфраструктура отсутствует.

## Население
| 1859 | 1897 | 2010 |
| ---- | ---- | ---- |
| 701  | ↘536 | ↘61  |

## Братская могила
В центре села Знаменка расположено захоронение 5 солдат Великой Отечественной войны, которые погибли в авиакатастрофе 6 июля 1944 года. Их перезахоронили с сельского кладбища в братскую могилу в 1965 году. На мемориале установлен трёхметровый памятник «Воин Советской Армии с автоматом в руках».